# 安東駅 (慶尚北道)
安東駅（アンドンえき）は、大韓民国慶尚北道安東市松峴洞にある、韓国鉄道公社（KORAIL）中央線の駅。2020年12月16日以前は同市雲興洞付近に存在した。

## 歴史
開業当時は慶北安東駅と呼ばれていた。当時は朝鮮と中国東北部を連結する南満洲鉄道安奉線の中国（のち満洲国）側国境近くに安東駅（現在の丹東駅）が存在しており、いずれも日本の勢力圏であったためである。
- 1931年10月16日：朝鮮鉄道慶北線の醴泉 - 慶北安東間が開通、これにより慶北線が全通。
- 1940年3月1日：朝鮮総督府鉄道局による慶北線の買収により国有となる。同日、京慶南線（現在の中央線南部区間）の延伸開業により慶州駅方面と結ばれる。
- 1941年7月1日：慶北安東 - 栄州間が開業。翌42年4月1日には京慶線全区間が開通する。
- 1944年9月30日：慶北線店村 - 慶北安東間の鉄道運輸営業を休止[1]。慶北線は1966年に終点を安東から栄州に変更して開業したため、本駅での慶北線接続は消滅した。
- 1949年7月頃：駅名を安東駅に改称。[2]。
- 2020年12月17日：中央線の複線電化に伴い駅舎移転[3]。

## 駅構造

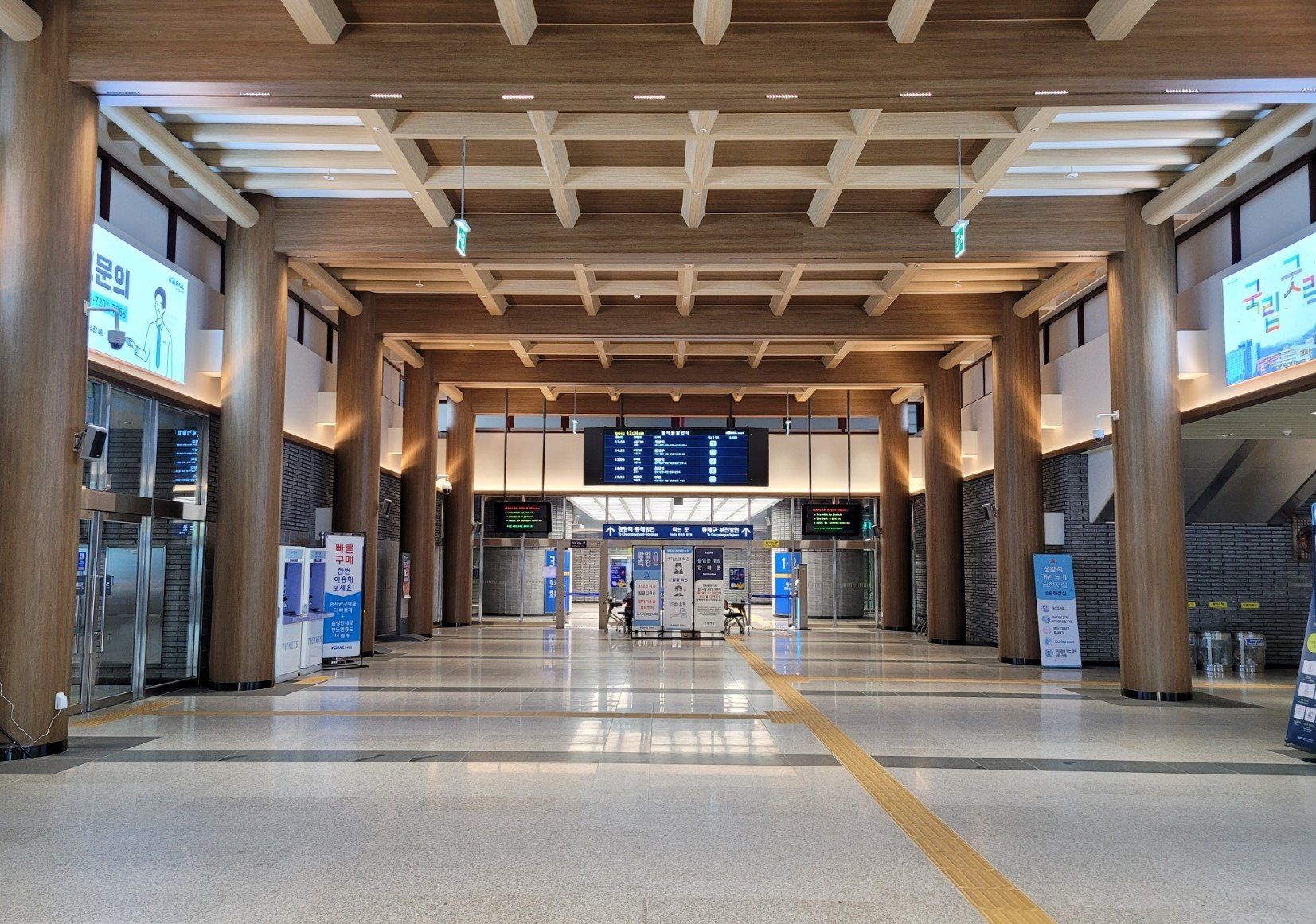
駅構内の様子

相対式・島式ホーム2面4線の高架駅。

### のりば
| 1 | 嶺東線 | ムグンファ号 | 東大邱・釜田方面 |
| 1 | 中央線 | ムグンファ号 | 釜田方面         |
| 2 | 中央線 | KTX-イウム   | 釜田方面（予定） |
| 3 | 中央線 | KTX-イウム   | 清凉里方面       |
| 4 | 中央線 | ヌリロ       | 清凉里方面       |
| 4 | 中央線 | ムグンファ号 | 清凉里方面       |
| 4 | 嶺東線 | ムグンファ号 | 東海方面         |

## 駅周辺
- 安東バスターミナル（朝鮮語版）

## 隣の駅
韓国鉄道公社
中央線
KTX
栄州駅 - 安東駅
ヌリロ・ムグンファ号
栄州駅 - 安東駅 - 義城駅